# Konstantin Beskov
Konstantin Ivanovitch Beskov (en russe : Константин Иванович Бесков), né le 18 novembre 1920 à Moscou (Union soviétique) et décédé le 6 mai 2006 à Moscou (Russie), est un footballeur soviétique devenu entraîneur. Joueur pour le Dynamo Moscou, club avec lequel il inscrit 126 buts, il devient entraîneur du Dynamo et du Spartak Moscou ainsi que sélectionneur de l'équipe d'Union Soviétique de football.

## Biographie
Avec FK Dynamo Moscou, Konstantin Beskov arrive en tête du classement final du championnat d'URSS de football 1945. Il produit une forte impression lors d'une série de rencontres amicales entre FK Dynamo Moscou et les équipes britanniques, Chelsea, Cardiff, Arsenal, Glasgow Rangers, en novembre 1945, avec cinq buts marqués et quatre passes décisives pour les quatre matchs. Il reçoit le titre honorifique de maître émérite du sport de l'URSS en 1948. Lors des Jeux olympiques d'été de 1952, le 22 juillet 1952, l'équipe soviétique de football perd le second match contre l'équipe de la Yougoslavie (3-1). Cette défaite par son large impact populaire, aboutit au retrait du titre de Konstantin Beskov. En 1953, le titre lui est rendu. La même année, Beskov rejoint les rangs du PCUS.
Il fut responsable de l'équipe nationale du 22 mai 1963 au 21 juin 1964, du 17 avril 1974 au 30 octobre 1974 puis du 5 novembre 1979 au 4 juillet 1982.

## Statistiques

### Statistiques de joueur
| Saison                | Club                  | Championnat           | Championnat | Championnat | Coupe(s) nationale(s) | Coupe(s) nationale(s) | Total | Total |
| Saison                | Club                  | Division              | M.          | B.          | M.                    | B.                    | M.    | B.    |
| 1939                  | Metallourg Moscou     | D1                    | 26          | 8           | -                     | -                     | 26    | 8     |
| 1940                  | Metallourg Moscou     | D1                    | 18          | 5           | -                     | -                     | 18    | 5     |
| Sous-total            | Sous-total            | Sous-total            | 44          | 13          | -                     | -                     | 44    | 13    |
| 1941                  | Dynamo Moscou         | D1                    | 8           | 3           | -                     | -                     | 8     | 3     |
| 1944                  | Dynamo Moscou         | -                     | -           | -           | 1                     | 1                     | 1     | 1     |
| 1945                  | Dynamo Moscou         | D1                    | 21          | 8           | 5                     | 5                     | 26    | 13    |
| 1946                  | Dynamo Moscou         | D1                    | 13          | 2           | 2                     | 1                     | 15    | 3     |
| 1947                  | Dynamo Moscou         | D1                    | 23          | 7           | 1                     | 0                     | 24    | 7     |
| 1948                  | Dynamo Moscou         | D1                    | 25          | 11          | 4                     | 2                     | 29    | 13    |
| 1949                  | Dynamo Moscou         | D1                    | 31          | 21          | 6                     | 4                     | 37    | 25    |
| 1950                  | Dynamo Moscou         | D1                    | 33          | 22          | 4                     | 5                     | 37    | 27    |
| 1951                  | Dynamo Moscou         | D1                    | 24          | 15          | -                     | -                     | 24    | 15    |
| 1952                  | Dynamo Moscou         | D1                    | 2           | 1           | -                     | -                     | 2     | 1     |
| 1953                  | Dynamo Moscou         | D1                    | 12          | 4           | 5                     | 3                     | 17    | 7     |
| 1954                  | Dynamo Moscou         | D1                    | 4           | 0           | -                     | -                     | 4     | 0     |
| Sous-total            | Sous-total            | Sous-total            | 196         | 94          | 28                    | 21                    | 224   | 115   |
| Total sur la carrière | Total sur la carrière | Total sur la carrière | 240         | 107         | 28                    | 21                    | 268   | 128   |

### Statistiques d'entraîneur
| Torpedo Moscou   | 1956              | 1956             | 23    | 9   | 7   | 7   | 39,1 |
| CSKA Moscou      | 1er décembre 1960 | 30 juin 1962     | 64    | 30  | 18  | 16  | 46,9 |
| Union soviétique | 22 septembre 1963 | 21 juin 1964     | 9     | 4   | 4   | 1   | 47,9 |
| Zaria Lougansk   | 1965              | 1965             | 47    | 22  | 15  | 10  | 46,8 |
| Lokomotiv Moscou | janvier 1966      | 27 juin 1966     | 13    | 2   | 1   | 10  | 15,4 |
| Dynamo Moscou    | 1er janvier 1967  | 31 décembre 1972 | 235   | 113 | 64  | 58  | 48,1 |
| Union soviétique | 16 avril 1974     | 31 octobre 1974  | 3     | 1   | 0   | 2   | 33,3 |
| Spartak Moscou   | 1977              | 1988             | 516   | 278 | 132 | 106 | 53,9 |
| Union soviétique | 4 septembre 1979  | 5 juillet 1982   | 34    | 23  | 8   | 3   | 67,6 |
| Asmaral Moscou   | janvier 1991      | 11 juillet 1991  | 21    | 12  | 6   | 3   | 57,1 |
| Asmaral Moscou   | 1992              | 1992             | 27    | 12  | 5   | 10  | 44,4 |
| Dynamo Moscou    | 1er janvier 1994  | 8 septembre 1995 | 64    | 28  | 23  | 13  | 43,7 |
| Total            | Total             | Total            | 1 056 | 534 | 283 | 239 | 50,6 |

## Palmarès

### Palmarès de joueur
Dynamo Moscou
- Champion d'Union soviétique en 1945 et 1949.
- Vainqueur de la Coupe d'Union soviétique en 1953.
- Vice-champion d'Union soviétique en 1946, 1947, 1948 et 1950.
- Finaliste de la Coupe d'Union soviétique en 1945, 1949 et 1950.

### Palmarès d'entraîneur
Union soviétique
- Vice-champion d'Europe en 1964.
- Médaillé de bronze aux Jeux olympiques de 1980.

 Dynamo Moscou
- Vainqueur de la Coupe d'Union soviétique en 1967 et 1970.
- Vainqueur de la Coupe de Russie en 1995.
- Finaliste de la Coupe des coupes en 1972.
- Vice-champion d'Union soviétique en 1967, 1970.
- Vice-champion de Russie en 1994.

 Spartak Moscou
- Champion d'Union soviétique en 1979 et 1987.
- Vainqueur de la Coupe de la fédération soviétique en 1987.
- Champion d'Union soviétique de deuxième division en 1977.
- Vice-champion d'Union soviétique en 1980, 1981, 1983, 1984 et 1985.
- Finaliste de la Coupe d'Union soviétique en 1981.